# .py
.py è il dominio di primo livello nazionale assegnato al Paraguay.
È amministrato dall'Università Nazionale di Asunción e gestito da NIC-PY, quest'ultimo membro di LACNIC e facente parte dell'associazione non-profit LACTLD.